# Salt Harbour Island
Salt Harbour Island ("Zouthaveneiland") is een eiland van 1,65 km² dat deel uitmaakt van de Canadese provincie Newfoundland en Labrador. Het ligt net ten noorden van New World Island, aan de noordkust van Newfoundland. 

## Ligging en bereikbaarheid
Salt Harbour Island ligt voor de noordkust van het ruim honderdmaal grotere New World Island. Op het zuidelijkste punt ligt er slechts 250 meter aan water tussen beide eilanden, met nog een honderd meter breed eilandje ertussenin. Op dat punt is Salt Harbour Road aangelegd. Deze weg verbindt Salt Harbour, de enige plaats op het gelijknamige eiland, met Herring Neck en alzo met de rest van New World Island. 
Vierhonderd meter naar het noordwesten toe ligt het westelijkste punt van Salt Harbour Island. Dat wordt van New World Island gescheiden door Gut Tickle, een nauw met een breedte van ongeveer 25 meter.

## Zie ook

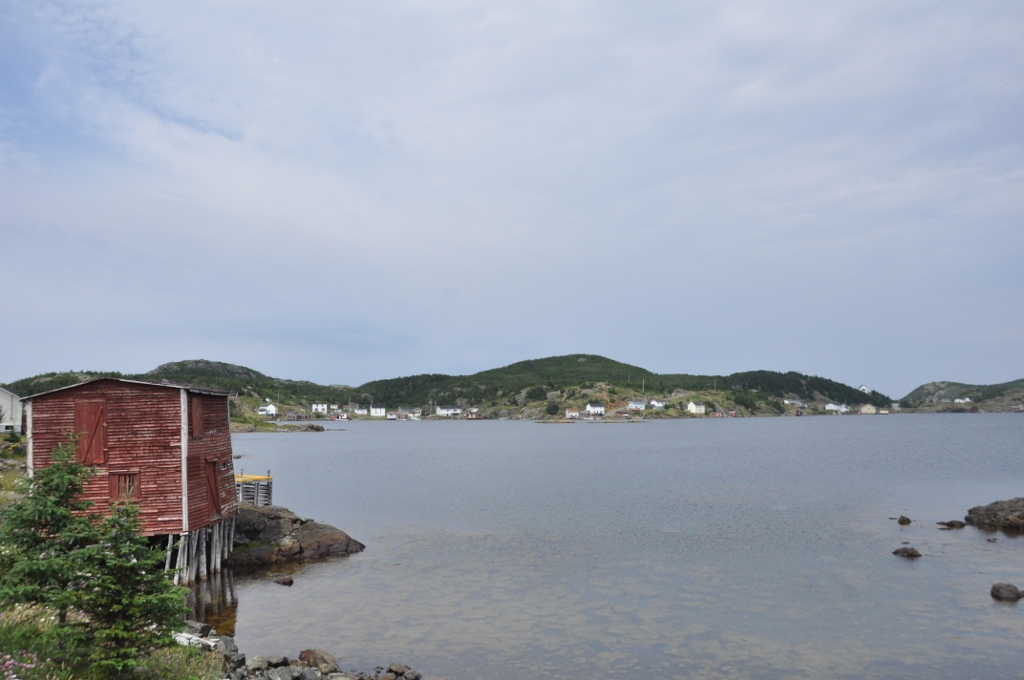
Zicht op het gehucht Salt Harbour